# Train Valley
Train Valley is een puzzel-strategiesimulatiecomputerspel met treinen uitgebracht voor Windows, Linux en macOS op 16 september 2015. Het spel werd ontwikkeld door Alexey Davydov, Sergey Dvoynik en Timofey Shargorodskiy en uitgebracht in Steam Early Access op 7 mei 2015 door Flazm. Op 2 december 2016 volgde een versie voor iOS. Het spel werd goed ontvangen door critici en won verschillende prijzen. In 2018 werd het opgevolgd door Train Valley 2.
Op 27 juli 2022 werd Train Valley – Console Edition uitgebracht, waarmee het spel ook beschikbaar kwam voor Nintendo Switch, PlayStation 4 en Xbox One.

## Gameplay
In het spel moet de speler een spoornetwerk beheren, waarin hij wordt meegenomen door verschillende werelddelen en tijdszones met kenmerkende treinen en omgevingen voor de verschillende locaties en periodes. De voortgang wordt getoond in een "boek" waarin voor iedere locatie een stempel staat en er een aparte bladzijde voor iedere locatie is. Gedurende een level, waarin steeds meer stations verschijnen en treinen steeds sneller rijden, verschijnen er bij stations treinen met een bepaalde bestemming. De treinen omvatten zowel passagiers- als goederentreinen. Het is de taak van de speler om zo veel mogelijk treinen hun bestemming te laten bereiken en dat zo snel mogelijk, zonder met elkaar in botsing te komen. Hoe eerder de trein aankomt, des te meer geld de speler verdient. Met dat geld kan de speler meer spoor aanleggen en bovendien moet jaarlijks belasting betaald worden. Het doel is om zo lang mogelijk winst te blijven draaien, ook zijn er stempels te verdienen voor in het "boek" door opdrachten als het voorkomen van botsingen. De speler kan de tijd stopzetten of versnellen, ook kunnen treinen tegen betaling worden stilgezet en omgedraaid om botsingen te voorkomen. Voor het aanleggen van spoor door obstakels als bomen en huizen is meer geld nodig.
Train Valley bevat vier hoofdstukken waarin gespeeld kan worden: Europa (1830–1980), Amerika (1840–1960), Sovjet-Unie (1880–1980) en Japan (1900–2020). De Germany DLC voegt daar Duitsland in de periode van 1830 tot 2020 aan toe. Ieder hoofdstuk telt zes levels, waardoor het basisspel 24 levels heeft. Er zijn Story Mode- en Random Mode-levels, waarbij de tweede langer duurt (15–20 minuten) en iedere keer dat die gespeeld wordt anders is. Beide modi kunnen ook gespeeld worden in een sandboxmodus, met een onbeperkte hoeveelheid tijd en geld.